# درسی از سینمای لهستان
درسی از سینمای لهستان (لهستانی: Lekcja polskiego kina) با نام کاملِ آندری وایدا روایت می‌کند: چگونه مکتب فیلم لهستان بنیان نهاده شد (لهستانی: Jak powstała polska szkoła filmowa - opowiada Andrzej Wajda) یک فیلم مستند لهستانی به کارگردانی آندری وایدا است که در سال ۲۰۰۲ منتشر شد.